# Uppvaknen, I kristne alla
Uppvaknen, I kristne alla är en psalm av okänd tysk författare från 1500-talet, vilken intogs i Nya psalmer 1921 från den finlandssvenska psalmboken.
Melodin är en tonsättning från 1697 som enligt Koralbok för Nya psalmer, 1921 är samma melodi som används till psalmen Jag ville lova och prisa (1921 nr 596).

## Publicerad som
- Nr 663 i Nya psalmer 1921, tillägget till 1819 års psalmbok under rubriken "De yttersta tingen: Uppståndelsen, domen och det eviga livet".'
- Nr 135 i den finlandssvenska psamboken 1986 med inledning "Upp, vakna, ni kristna alla" under rubriken "Kyrkoårets slut"